# Billaea malayana
Billaea malayana là một loài ruồi trong họ Tachinidae.